# Xinle
För andra betydelser, se Xinle (olika betydelser).
Xinle, tidigare romaniserat Sinlo, är en stad på häradsnivå i norra Kina, och är en del av Shijiazhuangs stad på prefekturnivå i provinsen Hebei. Äldre namn på staden är Changshou och Dongchangshou. Staden ligger några mil norr om provinsens huvudstad, Shijiazhuang omkring 230 kilometer sydväst om huvudstaden Peking samt har omkring en halv miljon invånare på en yta av 625 km².

## Demografi
| Område                         | Invånarantal 1 juli 1990 | Invånarantal 1 november 2000 |
| ------------------------------ | ------------------------ | ---------------------------- |
| Stad (de jure)                 | Ingen uppgift            | 446 462                      |
| Stad (de facto)                | 394 472                  | 439 644                      |
| Urban befolkning (de facto)    | 20 088                   | 152 367                      |
| ...varav centralort (de facto) | 11 541                   | Ingen uppgift                |

Xinles centralort hette Changshou vid folkräkningen 1990. Xinle var tidigare en landsbygdskommun, men blev en stad någon gång mellan 1990 och 2000. 